# Rudolf Wierer
Rudolf Wierer (17. března 1907 Brno – září 1986? Santa Ana) byl český právník, profesor církevního práva na Masarykově univerzitě. Během německé okupace aktivně spolupracoval s nacisty a po roce 1945 odešel do zahraničí.

## Život
Absolvoval brněnskou právnickou fakultu, přičemž už během studia publikoval první vědecké práce o poměru Moravy k římskoněmecké říši a o syllabu papeže Pia IX. Na právnické fakultě působil také jako asistent historickoprávního semináře a zároveň navštěvoval přednášky z historie a pomocných věd historických na filozofické fakultě. V akademickém roce 1932/33 byl na stipendijním studijním pobytu ve Francii, kde se věnoval církevnímu právu. Po návratu se v Brně habilitoval na základě práce Stát a církev, za kterou navíc získal Hennerovu cenu. Tématu vztahu různých státních útvarů a římskokatolické církve se věnoval i nadále a už v roce 1936 byl jmenován mimořádným profesorem církevního práva.
Za první republiky byl Wierer členem Čs. strany lidové. Byl konzervativního založení a aktivní katolík, byla mu tak poměrně blízká idea nadnárodní „Říše“, na rozdíl od národních a liberálních států, zejména republik vzniklých po roce 1918 na místě dřívějších monarchií. Za protektorátu aktivně podporoval spolupráci s Němci a hájil příslušnost českého národa do „Nové Evropy“ ovládané nacistickým Německem. Vydal např. stať Alfreda Rosenberga názory na stát a právo a byl členem Ligy proti bolševismu a dalších kolaborantských osvětových spolků. V roce 1945 Rudolf Wierer uprchl do Bavorska, kde spolu s Vladimírem Pekelským založili Sdružení českých demokratických federalistů, které odmítalo vládu Národní fronty v Československu. Později odešel do USA a pokračoval ve vysokoškolské kariéře.